# Raphaël Jacoulot
Raphaël Jacoulot est un réalisateur et scénariste français, né le 1er juillet 1971 à Besançon.

## Biographie
Raphaël Jacoulot étudie d'abord la peinture et la vidéo aux Beaux-Arts de sa ville natale, avant d'intégrer La Fémis en 1997, au département réalisation. Il est diplômé en 2001.
En 2000, Raphaël Jacoulot réalise La Lisière, un court-métrage présenté au festival Entrevues de Belfort et au festival du Film britannique de Dinard. 
En 2001, il réalise Le Ravissement, un moyen-métrage présenté à la Semaine de la critique à Cannes, aux Premiers Plans à Angers et à Côté court à Pantin.
En 2006, sort Barrage, son premier long-métrage (avec Nade Dieu et Hadrien Bouvier) présenté aux festivals de Berlin et de Namur. 
La même année, Raphaël Jacoulot travaille sur l'écriture de son second long-métrage : Le Bouc émissaire.
En 2011 son second long-métrage sort sur les écrans, Avant l'aube, avec Vincent Rottiers, Sylvie Testud, Ludmila Mikaël et Jean-Pierre Bacri dans les rôles principaux.
En 2014, il choisit le petit village de Puch-d'Agenais en Lot-et-Garonne pour le tournage de film suivant Coup de chaud, un thriller porté par Jean-Pierre Darroussin dont la sortie en salles est prévue au 12 août 2015.
Raphaël Jacoulot a, par ailleurs, participé à des expositions de peinture et à la mise en scène de nombreuses œuvres de théâtre.

## Filmographie
- 2000 : La Lisière (court-métrage)
- 2002 : Le Ravissement (moyen métrage)
- 2006 : Barrage
- 2011 : Avant l'aube
- 2015 : Coup de chaud
- 2020 : L'Enfant rêvé